# Dafni
Dafni este un oraș în Grecia.